# 13e étape du Tour de France 2004
La 13e étape du Tour de France 2004 s'est déroulée le 17 juillet 2004 sur 217 kilomètres entre Lannemezan et le Plateau de Beille.

## Profil et parcours
Dans les Pyrénées centrales, le parcours a emprunté successivement le col des Ares (3e cat.), le col de Portet-d'Aspet (2e cat.), le col de la Core (1re cat.), le col de Latrape (2e cat.), tous franchis en tête par Sylvain Chavanel. Ensuite, le col d'Agnes (1re cat.) et le port de Lers (3e cat.) ont été franchis en tête par Michael Rasmussen avant l'arrivée classée hors catégorie au plateau de Beille.

## Récit
L'Américain Lance Armstrong s'est imposé au sommet du plateau de Beille (hors cat.), dernière difficulté et arrivée. Le Français Thomas Voeckler conserve son maillot jaune à l'issue de cette étape.

## Classement de l'étape
Initialement vainqueur de ce Tour de France et de cinq étapes, dont celle-ci, Lance Armstrong a été déclassé en octobre 2012 pour plusieurs infractions à la réglementation antidopage. Ses victoires n'ont pas été attribuées à d'autres coureurs. Son nom est en italique dans le tableau ci-dessous.
| \| Classement de l'étape \| Classement de l'étape \| Classement de l'étape \| Classement de l'étape \| Classement de l'étape \| \| Coureur \| Coureur \| Pays \| Équipe \| Temps \| \| --------------------- \| --------------------- \| --------------------- \| ----------------------------- \| --------------------- \| \| 1er \| Lance Armstrong \| États-Unis \| US Postal Service-Berry Floor \| DQ \| \| 2e \| Ivan Basso \| Italie \| CSC \| + 0 s \| \| 3e \| Georg Totschnig \| Autriche \| Gerolsteiner \| + 1 min 05 s \| \| 4e \| Andreas Klöden \| Allemagne \| T-Mobile \| + 1 min 27 s \| \| 5e \| Francisco Mancebo \| Espagne \| Illes Balears-Banesto \| + 1 min 27 s \| \| 6e \| Jan Ullrich \| Allemagne \| T-Mobile \| + 2 min 42 s \| \| 7e \| José Azevedo \| Portugal \| US Postal Service-Berry Floor \| + 2 min 50 s \| \| 8e \| Christophe Moreau \| France \| Crédit Agricole \| + 2 min 51 s \| \| 9e \| Pietro Caucchioli \| Italie \| Alessio-Bianchi \| + 2 min 51 s \| \| 10e \| Gilberto Simoni \| Italie \| Saeco \| + 3 min 43 s \| |                   |            |                               |              |
| |                   |            |                               |              |
| |                   |            |                               |              |
| Classement de l'étape |                   |            |                               |              |
| Coureur | Coureur           | Pays       | Équipe                        | Temps        |
| 1er | Lance Armstrong   | États-Unis | US Postal Service-Berry Floor | DQ           |
| 2e | Ivan Basso        | Italie     | CSC                           | + 0 s        |
| 3e | Georg Totschnig   | Autriche   | Gerolsteiner                  | + 1 min 05 s |
| 4e | Andreas Klöden    | Allemagne  | T-Mobile                      | + 1 min 27 s |
| 5e | Francisco Mancebo | Espagne    | Illes Balears-Banesto         | + 1 min 27 s |
| 6e | Jan Ullrich       | Allemagne  | T-Mobile                      | + 2 min 42 s |
| 7e | José Azevedo      | Portugal   | US Postal Service-Berry Floor | + 2 min 50 s |
| 8e | Christophe Moreau | France     | Crédit Agricole               | + 2 min 51 s |
| 9e | Pietro Caucchioli | Italie     | Alessio-Bianchi               | + 2 min 51 s |
| 10e | Gilberto Simoni   | Italie     | Saeco                         | + 3 min 43 s |

## Classement général
| \| Classement général \| Classement général \| Classement général \| Classement général \| Classement général \| \| Coureur \| Coureur \| Pays \| Équipe \| Temps \| \| ------------------ \| ------------------ \| ------------------ \| ----------------------------- \| ------------------ \| \| 1er \| Thomas Voeckler \| France \| Brioches La Boulangère \| 58 h 00 min 27 s \| \| 2e \| Lance Armstrong \| États-Unis \| US Postal Service-Berry Floor \| DQ \| \| 3e \| Ivan Basso \| Italie \| CSC \| + 1 min 39 s \| \| 4e \| Andreas Klöden \| Allemagne \| T-Mobile \| + 3 min 18 s \| \| 5e \| Francisco Mancebo \| Espagne \| Illes Balears-Banesto \| + 3 min 28 s \| \| 6e \| Georg Totschnig \| Autriche \| Gerolsteiner \| + 6 min 08 s \| \| 7e \| José Azevedo \| Portugal \| US Postal Service-Berry Floor \| + 6 min 43 s \| \| 8e \| Jan Ullrich \| Allemagne \| T-Mobile \| + 7 min 01 s \| \| 9e \| Pietro Caucchioli \| Italie \| Alessio-Bianchi \| + 7 min 59 s \| \| 10e \| Sandy Casar \| France \| Fdjeux.com \| + 8 min 29 s \| |                   |            |                               |                  |
| |                   |            |                               |                  |
| |                   |            |                               |                  |
| Classement général |                   |            |                               |                  |
| Coureur | Coureur           | Pays       | Équipe                        | Temps            |
| 1er | Thomas Voeckler   | France     | Brioches La Boulangère        | 58 h 00 min 27 s |
| 2e | Lance Armstrong   | États-Unis | US Postal Service-Berry Floor | DQ               |
| 3e | Ivan Basso        | Italie     | CSC                           | + 1 min 39 s     |
| 4e | Andreas Klöden    | Allemagne  | T-Mobile                      | + 3 min 18 s     |
| 5e | Francisco Mancebo | Espagne    | Illes Balears-Banesto         | + 3 min 28 s     |
| 6e | Georg Totschnig   | Autriche   | Gerolsteiner                  | + 6 min 08 s     |
| 7e | José Azevedo      | Portugal   | US Postal Service-Berry Floor | + 6 min 43 s     |
| 8e | Jan Ullrich       | Allemagne  | T-Mobile                      | + 7 min 01 s     |
| 9e | Pietro Caucchioli | Italie     | Alessio-Bianchi               | + 7 min 59 s     |
| 10e | Sandy Casar       | France     | Fdjeux.com                    | + 8 min 29 s     |

## Classements annexes
| Classement par points | Classement par points | Classement par points | Classement par points           | Classement par points |
| Coureur               | Coureur               | Pays                  | Équipe                          | Points                |
| --------------------- | --------------------- | --------------------- | ------------------------------- | --------------------- |
| 1er                   | Robbie McEwen         | Australie             | Lotto-Domo                      | 210 pts               |
| 2e                    | Erik Zabel            | Allemagne             | T-Mobile                        | 201 pts               |
| 3e                    | Thor Hushovd          | Norvège               | Crédit Agricole                 | 195 pts               |
| 4e                    | Stuart O'Grady        | Australie             | Cofidis-Le Crédit par Téléphone | 186 pts               |
| 5e                    | Danilo Hondo          | Allemagne             | Gerolsteiner                    | 176 pts               |

| Classement par points | Classement par points | Classement par points | Classement par points           | Classement par points |
| Coureur               | Coureur               | Pays                  | Équipe                          | Points                |
| --------------------- | --------------------- | --------------------- | ------------------------------- | --------------------- |
| 1er                   | Robbie McEwen         | Australie             | Lotto-Domo                      | 210 pts               |
| 2e                    | Erik Zabel            | Allemagne             | T-Mobile                        | 201 pts               |
| 3e                    | Thor Hushovd          | Norvège               | Crédit Agricole                 | 195 pts               |
| 4e                    | Stuart O'Grady        | Australie             | Cofidis-Le Crédit par Téléphone | 186 pts               |
| 5e                    | Danilo Hondo          | Allemagne             | Gerolsteiner                    | 176 pts               |

| Classement de la montagne | Classement de la montagne | Classement de la montagne | Classement de la montagne     | Classement de la montagne |
| Coureur                   | Coureur                   | Pays                      | Équipe                        | Points                    |
| ------------------------- | ------------------------- | ------------------------- | ----------------------------- | ------------------------- |
| 1er                       | Richard Virenque          | France                    | Quick Step-Davitamon          | 128 pts                   |
| 2e                        | Christophe Moreau         | France                    | Crédit Agricole               | 78 pts                    |
| 3e                        | Francisco Mancebo         | Espagne                   | Illes Balears-Banesto         | 77 pts                    |
| 4e                        | Lance Armstrong           | États-Unis                | US Postal Service-Berry Floor | DQ                        |
| 5e                        | Michael Rasmussen         | Danemark                  | Rabobank                      | 72 pts                    |

| Classement de la montagne | Classement de la montagne | Classement de la montagne | Classement de la montagne     | Classement de la montagne |
| Coureur                   | Coureur                   | Pays                      | Équipe                        | Points                    |
| ------------------------- | ------------------------- | ------------------------- | ----------------------------- | ------------------------- |
| 1er                       | Richard Virenque          | France                    | Quick Step-Davitamon          | 128 pts                   |
| 2e                        | Christophe Moreau         | France                    | Crédit Agricole               | 78 pts                    |
| 3e                        | Francisco Mancebo         | Espagne                   | Illes Balears-Banesto         | 77 pts                    |
| 4e                        | Lance Armstrong           | États-Unis                | US Postal Service-Berry Floor | DQ                        |
| 5e                        | Michael Rasmussen         | Danemark                  | Rabobank                      | 72 pts                    |

| Classement du meilleur jeune | Classement du meilleur jeune | Classement du meilleur jeune | Classement du meilleur jeune | Classement du meilleur jeune |
| Coureur                      | Coureur                      | Pays                         | Équipe                       | Temps                        |
| ---------------------------- | ---------------------------- | ---------------------------- | ---------------------------- | ---------------------------- |
| 1er                          | Thomas Voeckler              | France                       | Brioches La Boulangère       | 58 h 00 min 27 s             |
| 2e                           | Sandy Casar                  | France                       | Fdjeux.com                   | + 8 min 29 s                 |
| 3e                           | Vladimir Karpets             | Russie                       | Illes Balears-Banesto        | + 14 min 05 s                |
| 4e                           | Michele Scarponi             | Italie                       | Domina Vacanze               | + 14 min 22 s                |
| 5e                           | Jérôme Pineau                | France                       | Brioches La Boulangère       | + 14 min 48 s                |

| Classement du meilleur jeune | Classement du meilleur jeune | Classement du meilleur jeune | Classement du meilleur jeune | Classement du meilleur jeune |
| Coureur                      | Coureur                      | Pays                         | Équipe                       | Temps                        |
| ---------------------------- | ---------------------------- | ---------------------------- | ---------------------------- | ---------------------------- |
| 1er                          | Thomas Voeckler              | France                       | Brioches La Boulangère       | 58 h 00 min 27 s             |
| 2e                           | Sandy Casar                  | France                       | Fdjeux.com                   | + 8 min 29 s                 |
| 3e                           | Vladimir Karpets             | Russie                       | Illes Balears-Banesto        | + 14 min 05 s                |
| 4e                           | Michele Scarponi             | Italie                       | Domina Vacanze               | + 14 min 22 s                |
| 5e                           | Jérôme Pineau                | France                       | Brioches La Boulangère       | + 14 min 48 s                |

| Classement par équipes | Classement par équipes        | Classement par équipes | Classement par équipes |
| Équipe                 | Équipe                        | Pays                   | Temps                  |
| ---------------------- | ----------------------------- | ---------------------- | ---------------------- |
| 1re                    | CSC                           | Danemark               | 171 h 52 min 16 s      |
| 2e                     | US Postal Service-Berry Floor | États-Unis             | + 5 min 52 s           |
| 3e                     | T-Mobile                      | Allemagne              | + 8 min 07 s           |
| 4e                     | Brioches La Boulangère        | France                 | + 11 min 53 s          |
| 5e                     | Illes Balears-Banesto         | Espagne                | + 23 min 08 s          |

| Classement par équipes | Classement par équipes        | Classement par équipes | Classement par équipes |
| Équipe                 | Équipe                        | Pays                   | Temps                  |
| ---------------------- | ----------------------------- | ---------------------- | ---------------------- |
| 1re                    | CSC                           | Danemark               | 171 h 52 min 16 s      |
| 2e                     | US Postal Service-Berry Floor | États-Unis             | + 5 min 52 s           |
| 3e                     | T-Mobile                      | Allemagne              | + 8 min 07 s           |
| 4e                     | Brioches La Boulangère        | France                 | + 11 min 53 s          |
| 5e                     | Illes Balears-Banesto         | Espagne                | + 23 min 08 s          |